# Helmut Wielandt
Helmut Wielandt (Niedereggenen, 19 de dezembro de 1910 — Schliersee, 14 de fevereiro de 2001) foi um matemático alemão. Seu principal campo de trabalho foi a teoria dos grupos, em especial a teoria dos grupos de permutação.

### Biografia
- Nachruf der Universität Tübingen
- Curriculum vitae aus Mathematische Werke, Bd. 1
- O'Connor, John J.; Robertson, Edmund F., «Helmut Wielandt», MacTutor History of Mathematics archive (em inglês), Universidade de St. Andrews

### Fotos
- Oberwolfach Photo Collection[ligação inativa]

### Outras ligações
- Antrittsrede an der Heidelberger Akademie der Wissenschaften
- Projektseite der TU Berlin
- Auswahl an digitalisiert vorliegenden Artikeln, Suchfunktion betätigen
- Schriftenverzeichnis (PDF-Datei; 28 kB)
- Literatura de e sobre Helmut Wielandt (em alemão) no catálogo da Biblioteca Nacional da Alemanha